# 以色列共产党 (1948年)
以色列共产党（希伯来语：המפלגה הקומוניסטית הישראלית），简称马基（מק"י），是以色列历史上的一个共产主义政党。该党成立于1923年，初名巴勒斯坦共产党，由巴勒斯坦的共产党和巴勒斯坦共产党 (1922年)合并而成。1924年，该党被承认为共产国际的巴勒斯坦分支。该党早期，主要由犹太人组成，但持反犹太复国主义立场。1947年11月阿以分治后，该党改名为以色列地共产党；1948年以色列建国后，又改名为以色列共产党。1964年7月后，该党分裂为两派：以原总书记什穆埃尔·米库尼斯为首的一派主张在互让原则上解决阿以冲突，反对阿拉伯民族主义力量开展的反以色列运动；以梅尔·维尔纳为首的一派，支持苏联的立场，要求同阿拉伯民族主义运动协调一致，这一派于1965年9月1日另立新共产主义名单。1973年7月25日，该党与蓝-红运动合并为“焦点”党。1989年，新共产主义名单改称以色列共产党。